# أخيضر صغير
أخيضر صغير (الاسم العلمي:Vireo nelsoni) (بالإنجليزية: Dwarf Vireo)‏ هو نوع من الطيور يتبع جنس الأخيضر من الفصيلة الأخيضرية.